# Friedrich Wilhelm Schirrmacher

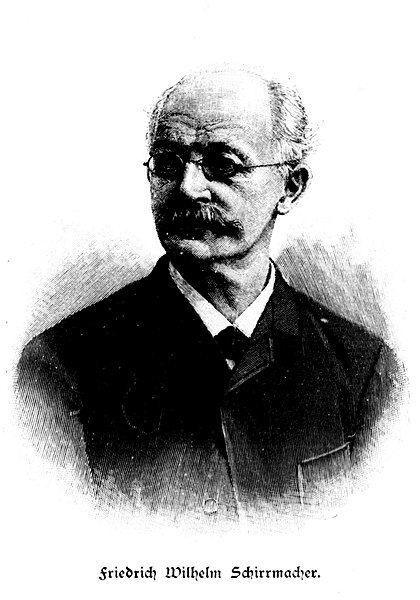
Friedrich Wilhelm Schirrmacher

Friedrich Wilhelm Schirrmacher (* 28. April 1824 in Danzig; † 19. Juni 1904 in Rostock) war ein deutscher Historiker. Für die Reformationsforschung wurde er als Entdecker und Herausgeber der Akten und Verlaufsprotokolle der Marburger Religionsgespräche bekannt.

## Leben und Wirken
Er wurde als einziges Kind von Carl Friedrich Schirrmacher (1790–1855), Schuldirektor an der Petrischule in Danzig, und Emilie Charlotte, geb. von Modrach († 1827), Tochter des Oberstleutnant Gottlieb von Modrach, geboren.
Da die Mutter früh gestorben war, wurde der Junge bis zu seinem achten Lebensjahr in Breslau bei den Großeltern erzogen, kam dann auf die Danziger Petrischule und schließlich auf das Gymnasium in Danzig, wo er 1845 die Reifeprüfung bestand. Vom Wintersemester 1845/46 bis Wintersemester 1846/1847 studierte er Geschichte und Philosophie an der Humboldt-Universität zu Berlin, wo er bereits unter den Einfluss von Leopold von Ranke geriet. Im Sommersemester 1846 und Wintersemester 1846/1847 studierte er dieselben Fächer in Bonn, wo er vor allem den Historiker Ernst Moritz Arndt (1799–1875) und den Klassischen Philologen Karl Ludwig von Urlichs hörte und in der Bonner Burschenschaft Frankonia aktiv war. Nach zwei Semestern kehrte er nach Berlin zurück und hörte dort vor allem die Historiker Theodor Hirsch und Siegfried Hirsch sowie zusätzlich Philosophie und Geographie. Er gehörte fortan zum engeren Schüler- und Freundeskreis Leopold von Rankes, bei dem er 1848 zum Dr. phil. promoviert wurde. 1849 bestand er die Staatsprüfung für das Lehramt.
Von 1849 bis 1854 war er als Hilfslehrer und von 1854 bis 1866 als Oberlehrer an einem Berliner Gymnasium tätig. Ab 1863 lehrte Schirrmacher als Professor der Geschichte an der Königlichen Ritter-Akademie zu Liegnitz in Schlesien. In Liegnitz veröffentlichte er ab 1859 das mehrbändige Werk über Kaiser Friedrich II., das ihm den Preis der Wedekind-Stiftung der Universität Göttingen und den Ruf an die Universität Rostock (1866) einbrachte. Dort lehrte er 38 Jahre als ordentlicher Professor und erhielt zahlreiche Ehrungen und Ämter. So war er Zweiter (ab 1874), Erster und Ober-Bibliothekar (ab 1886) der Universitätsbibliothek, gehörte ab 1869 der Prüfungskommission für das Lehramt an höheren Schulen an und war ab 1871 Direktor des akademischen Münzkabinetts; 1878/79 bekleidete er das Rektorat der Universität und war 1871/72 und 1893/94 Dekan der Philosophischen Fakultät.
In seinen Vorlesungen gab er in regelmäßigem Zyklus Überblicke über weite Abschnitte der griechischen und römischen Geschichte, der deutschen Reichsgeschichte in Mittelalter und Neuzeit und der europäischen Geschichte einschließlich der Französischen Revolution und zum Teil bis in die Gegenwart. Von ihm erschienen 1871 die Werke Die letzten Hohenstaufen (Manfred, Konrad IV., Konradin) und Albert von Possemünster, genannt der Böhme. 1874 verfasste er Friedrich II. und Die letzten Hohenstaufen nochmals kürzer zusammen für die Deutsche Nationalbibliothek. Mit den Studien über die Hohenstaufen hängt auch die Schrift Die Entstehung des Kurfürstenkollegiums (1874) zusammen. Daneben wandte er sich spanischen Forschungen zu. Der erste Band seiner Geschichte von Spanien, der mit dem 12. Jahrhundert beginnt, erschien 1881 in der Heeren-Ukertschen Sammlung; 1890 bis 1902 folgten drei weitere Bände, die die spanische Geschichte bis 1516 fortführten. Zahlreiche dieser Werke sind bis heute Standardwerke für Studenten der Geschichte.
Schirrmacher behandelt wie sein Lehrer Leopold von Ranke die Glaubens- und Geistesgeschichte umfangreich als selbstverständlichen Bestandteil der Geschichte allgemein. Mit der Herausgabe seiner Briefe und Akten zur Geschichte des Religionsgesprächs zu Marburg 1529 und des Augsburger Reichstages 1530 (1876) betrat er wie Ranke das Gebiet der Reformationsgeschichte. Dazu zählten auch sein auf Wunsch des Großherzogs Friedrich Franz II. von Mecklenburg-Schwerin geschriebenes zweibändiges Werk Johann Albrecht I., Herzog von Mecklenburg (1885) oder seine Arbeit Albert von Possemünster, genannt der Böhme, Archidiakon von Passau (1871). Eine Arbeit über die Geschichte der Klosterkirche zum Heiligen Kreuz in Rostock kam nicht mehr zum Abschluss, ebenso seine Lebenserinnerungen.
1871 verlieh ihm der König von Bayern das Ritterkreuz erster Klasse des Verdienstordens vom heiligen Michael für die Geschichte der letzten Hohenstaufen. 1880 wurde er Ordentliches Mitglied des Vereins für mecklenburgische Geschichte und Altertumskunde. 1897 erhielt er die Gedächtnißmedaille für den Großherzog Friedrich Franz III. vom mecklenburgischen König, 1898 das Comthurkreuz des Großherzoglichen Hausordens der Wendischen Krone.
In Rostock heiratete er 1869 Marie Wilhelmine Antonie Caroline Floerke (1850–1939), Tochter von Gustav Friedrich Albrecht Bernhard Floerke (1818–1851), Senator in Rostock und Minister in Schwerin. Aus der Ehe gingen die beiden Söhne Leo Friedrich Wilhelm Schirrmacher (1871–1942) und Bruno Eugen Heinrich Turner Amadeus Schirrmacher (1874–1918, gefallen als Hauptmann der Landwehr) hervor.
Sein Enkel ist der Professor für Nachrichtentechnik Bernd Schirrmacher, sein Urenkel ist der Theologe Thomas Schirrmacher.

## Schriften (Auswahl)
- Kaiser Friderich der Zweite. Göttingen 1859–1865. (Digitalisat)
- Urkunden-Buch der Stadt Liegnitz und ihres Weichbildes bis zum Jahre 1455. Liegnitz 1866 (Digitalisat)
- Johann Albrecht I. Herzog von Mecklenburg. Wismar 1885. (Digitalisate: Band 1, Band 2)
- Briefe und Acten zu der Geschichte des Religionsgespräches zu Marburg 1529 und des Reichstages zu Augsburg 1530. Nach der Handschrift des Joh. Aurifaber nebst den Berichten der Gesandten Frankfurts a. M. und der Regesten zur Geschichte dieses Reichstages. Unveränderter Nachdruck der Ausgabe Gotha 1876. Amsterdam 1968.
- Die Entstehung des Kurfürstenkollegiums Berlin 1874. Nachdruck Bonn 2003, ISBN 3-932829-72-7.
- Allgemeine Staatengeschichte. 1902 (Mehrteiliges Werk)